# Cymbaria chaneti
Cymbaria chaneti là loài thực vật có hoa thuộc họ Cỏ chổi. Loài này được Gand. mô tả khoa học đầu tiên năm 1925.